# 4,4'-dimethylaminobenzofenon
4,4'-dimethylaminobenzofenon, ook bekend onder de naam Michlers keton, is een organische verbinding met de formule [(CH3)2NC6H4]2CO. Dit elektronenrijk derivaat van benzofenon wordt toegepast als uitgangsstof voor verfkleurstoffen en pigmenten, bijvoorbeeld methylviolet. Een tweede toepassing wordt gevonden in de fotochemie, waar het als fotosensitizer een rol speelt. De triviale naam ven de stof is afgeleid van die van de Duitse scheikundige Wilhelm Michler, die de eerste synthese en toepassingen beschreven heeft. In zuivere toestand vormt de stof kleurloze kristallen, technische hoeveelheden kunnen lichtblauw zijn.

## Synthese
Het keton wordt vandaag de dag nog steeds gesynthetiseerd volgens de procedure zoals die oorspronkelijk door Michler is beschreven: een Friedel-Crafts acylering van N,N-dimethylaniline (C6H5N(CH3)2) met fosgeen (COCl2) of een daarmee vergelijkbaar reagens als trifosgeen. Een Lewiszuur als zinkchloride wordt als katalysator gebruikt:
{\displaystyle {\ce {COCl2 + 2C6H5N(CH3)2 -> ((CH3)2NC6H4)2CO + 2HCl}}}
De verwante tetra-ethylverbinding, ook een uitgangsstof in de kleurstofindustrie, wordt op vergelijkbare wijze verkregen.

## Toepassingen
Michlers keton is een tussenstap in de synthese van verven en pigmenten voor papier, textiel en leer. Met verschillende anilinederivaten ontstaan stoffen uit de methylviolet-groep, zoals kristalviolet.
Met N-fenyl-1-nafthylamine wordt de kleurstof Victoria Blue B (CI Basic Blue 26) toegepast voor het kleuren van papier of inkt voor balpennen.
Als fotosensitizer wordt Michlers keton zowel in verven als direct in de organische synthese toegepast. Het keton is een efficiënte sensitizer, op voorwaarde dat de energie-overdracht exotherm verloopt en de reactant in voldoende mate aanwezig is om fororeactie van het keton met zichzelf te voorkomen.  Het absorptiespectrum van Michlers keton vertoont een sterk maximum bij 366 nm, voldoende om bijvoorbeeld de dimerisatie van butadieen naar 1,2-divinylcyclobutaan mogelijk te maken.

## Verwante verbindingen
- Auramine O, een kleurstof, is het zout van het iminiumkation:
- Michlers thion, waarbij het zuurstofatoom is vervangen door een zwavelatoom, wordt bereid door het keton met waterstofsulfide te behandelen in aanwezigheid van zuur.[4]